# Голубев, Дмитрий Васильевич
Дми́трий Васи́льевич Го́лубев (24 сентября 1971, Выкса, Горьковская область) — советский и российский футболист, нападающий; тренер, функционер.

## Карьера
Воспитанник ДЮСШ «Авангард»(Выкса). Первый тренер — А. В. Быстров. Выступал за команды: «Металлург» (Выкса), «Волжанин» (Кинешма), «Торпедо» (Арзамас), «Локомотив» (НН). В Высшей лиге чемпионата России провел 22 игры и забил 1 мяч. Лучший бомбардир в профессиональной истории клуба «Металлург» Выкса. После окончания карьеры вошёл в тренерский штаб своей родной команды. В 2007 году возглавил её. Под его руководством «Металлург» вернулся в профессиональный футбол. Кроме того, Голубев был главным тренером сборной МФС Приволжье-участника Любительского Кубка УЕФА. В 2015 году после расформирования «Металлурга» перешёл в ФК «Муром».